# Борисова градина
Борисовата градина е най-големият парк в София. Площта му е 3,02 кв. км.
При нейното създаване градината е разположена в покрайнини на столицата, които с разрастването на града влизат в неговия разширен център, а самата градина е разширена до Ловния парк. Благоустроена е предимно частта край центъра на столицата, а след бул. „Яворов“ става лесопарк.

## Имена
Най-напред паркът е наречен Разсадник, впоследствие е наричан Пипиниер. До 1885 г. паркът е популярен и като Цариградска градина. След раждането на престолонаследника Борис Търновски е преименувана на Княз-Борисова градина.
По времето на тоталитарния режим (1944 – 1989 г.) името е сменено на Парк на свободата. В началото на 1992 г. паркът отново е наименуван на Борис III.

## История
До Освобождението на терена е разположен турски военен полигон. През 1879 г. с общинско разпореждане значителна част от него е отредена за турско гробище. На 22 март 1882 с единодушно решение на Общинския съвет по предложение на кмета е предвидено създаването на парка. То среща критика с оглед окаяното състояние на столицата – кални улици и газени фенери.
През 1882 г. кметът на София Иван Хаджиенов възлага създаването на градината на швейцареца Даниел Неф. През 1883 – 1884 г. той изготвя проектите и засажда първите цветя и дървета. В края на века разсадникът носи и приходи за общината. Езерото на мястото на бившето мочурище е наречено Рибно (а по-късно: Езеро с лилиите). Работата на Даниел Неф се поема от Карл Неф и Емил Аман.
През 1903 г. в престрелка между слатинските шопи и полицията и военните загиват двама и са ранени десетки души. Причината била нежеланието на местните пасищата им да бъдат преустроени в парк.
По идея на Йозеф Фрай са направени фонтанът и балюстрадите на Рибното езеро. В началото на XX век е създадено езерото „Ариана“. За първи път в София плават лодки. Край него и в едноименната бирария се събира градският елит, свири и военна музика. През зимата се ползва за каране на кънки.
При тоталитарния режим в Борисовата градина са изградени детски кътове с играчки, летни естради и театър, читалня, тенискортове, паметници, конна база.
Сред най-видните управители са: Даниел Неф (1882 – 1900), Йозеф Фрай (1906 – 1934), Георги Духтев (1934 – 1944).

## Забележителности
Днес в градината се намират Националният стадион „Васил Левски“ и стадион „Българска армия“, както и най-големият плаж в София – откритият плувен басейн „Мария-Луиза“.
Сред по-важните обекти в Борисовата градина са:
- Ариана (езеро)
- Национален стадион „Васил Левски“
- Българска армия (стадион)
- Езеро с лилиите
- Братска могила на загинали антифашисти
- паметници на други видни българи
- Астрономическа обсерватория на Софийския университет
- Плувен комплекс „Мария-Луиза“
- Телевизионна кула „София“
- тенис кортове

## Снимки
- Водна лилия в Борисовата градина
- Езерото с лилиите
- Алея в Борисовата градина
- Паметник на Цар Борис III на входа на парк „Борисова градина“